# Quần đảo Solovetsky
Quần đảo Solovetsky (tiếng Nga: Солове́цкие острова́), hoặc Solovki (Соловки́) là một quần đảo nằm trong vịnh Onega của Bạch Hải, Nga.
Về đơn vị hành chính, quần đảo thuộc huyện Solovetsky, Arkhangelsk. Xét về mặt đơn vị đô thị, nó một khu dân cư nông thôn Solovetskoye thuộc huyện Primorsky. Trung tâm hành chính của cả quần đảo nằm tại Solovetsky, và hầu hết dân cư cũng đều sống trên đảo Solovetsky. Theo điều tra dân số năm 2010, dân số của quần đảo là 861 người.

## Địa lý

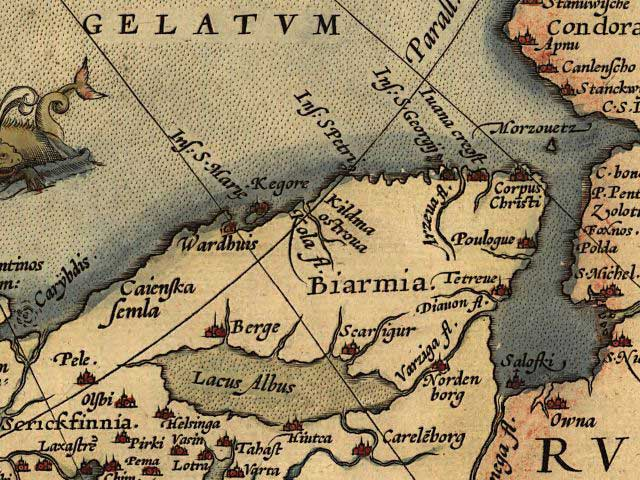
Bản đồ năm 1570 của Abraham Ortelius cho thấy vị trí của "Salofki".

Quần đảo có tổng diện tích là 347 kilômét vuông (134 dặm vuông Anh) bao gồm 6 hòn đảo:
- Đảo Bolshoy Solovetsky, 246 km2 (95 dặm vuông Anh)
- Đảo Anzersky (Anzer), 47 km2 (18 dặm vuông Anh)
- Bolshaya Muksalma, 17 km2 (6,6 dặm vuông Anh)
- Malaya Muksalma 0,57 km2 (0,22 dặm vuông Anh)
- Bolshoy Zayatsky, 1,25 km2 (0,48 dặm vuông Anh)
- Maly Zayatsky, 1,02 km2 (0,39 dặm vuông Anh)

Quần đảo chia tách cửa vịnh Onega với Bạch Hải. Vị trị gần nhất trên đất liền với quần đảo là tại Bán đảo Onega.
Quần đảo chủ yếu là đồi núi, với điểm cao nhất đạt 107 mét. Hầu hết diện tích quần đảo được bao phủ bởi những cánh rừng Thông châu Âu và Vân sam Na Uy với một phần là đầm lầy. Ngoài ra, quần đảo còn có rất nhiều hồ nước liên kết với nhau tạo thành một hệ thống kênh rạch. Một tính năng thú vị của hòn đảo chính là các mê cung đá, như là mê cung đá trên đảo Bolshoi Zayatsky.

## Tu viện

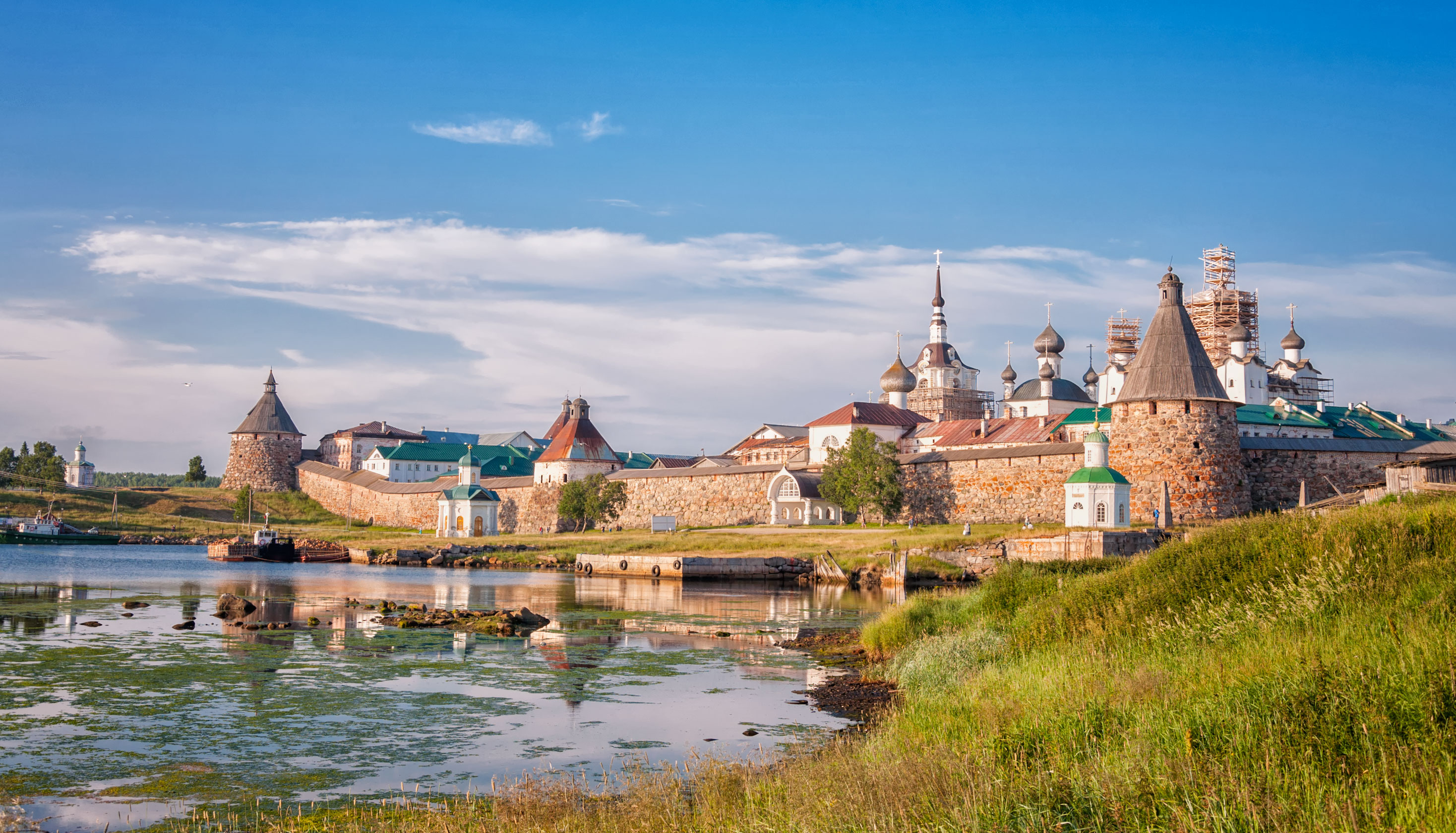
Tu viện Solovetsky, năm 2013

Trong quá khứ, quần đảo là nơi thiết lập Tu viện Solovetsky của Chính thống giáo Đông phương. Nó được hình thành trong nửa sau của thế kỷ 15 bởi hai thầy tu tới từ tu viện Kirillo-Belozersky. Tới thế kỷ 16, nơi đây đã nổi tiếng như là một vùng đất giàu có và trung tâm tôn giáo có ảnh hưởng nhất tại Nga.
Thành lũy và nhà thờ lớn của nó được dựng lên trong suốt giai đoạn đầu của Ivan Đệ tứ theo lệnh của Tổng Giám mục Philip II của Moskva. Trong suốt thời kỳ Sa hoàng trong lịch sử nước Nga, tu viện nổi tiếng như là một pháo đài vững mạnh đẩy lùi các cuộc tấn công của kẻ thù, như là Chiến tranh Livonian (thế kỷ 16), chiến tranh Ba Lan-Muscovite (thế kỷ 17), hay Chiến tranh Krym (thế kỷ 19), Nội chiến Nga (thế kỷ 20).
Năm 1974, cảnh quan văn hóa lịch sử của đảo Solovetsky đã được công nhận là một di tích lịch sử, bảo tàng kiến trúc và khu bảo tồn thiên nhiên của Liên Xô. Năm 1992, nó được ghi vào danh sách Di sản thế giới của UNESCO như là một ví dụ nổi bật về khu định cư và truyền bá tôn giáo trong môi trường khắc nghiệt của Bắc Âu, cho thấy sự đáng ngưỡng mộ về đức tin và sự kiên trì của cộng đồng tôn giáo thời Trung cổ.

## Trại lao động

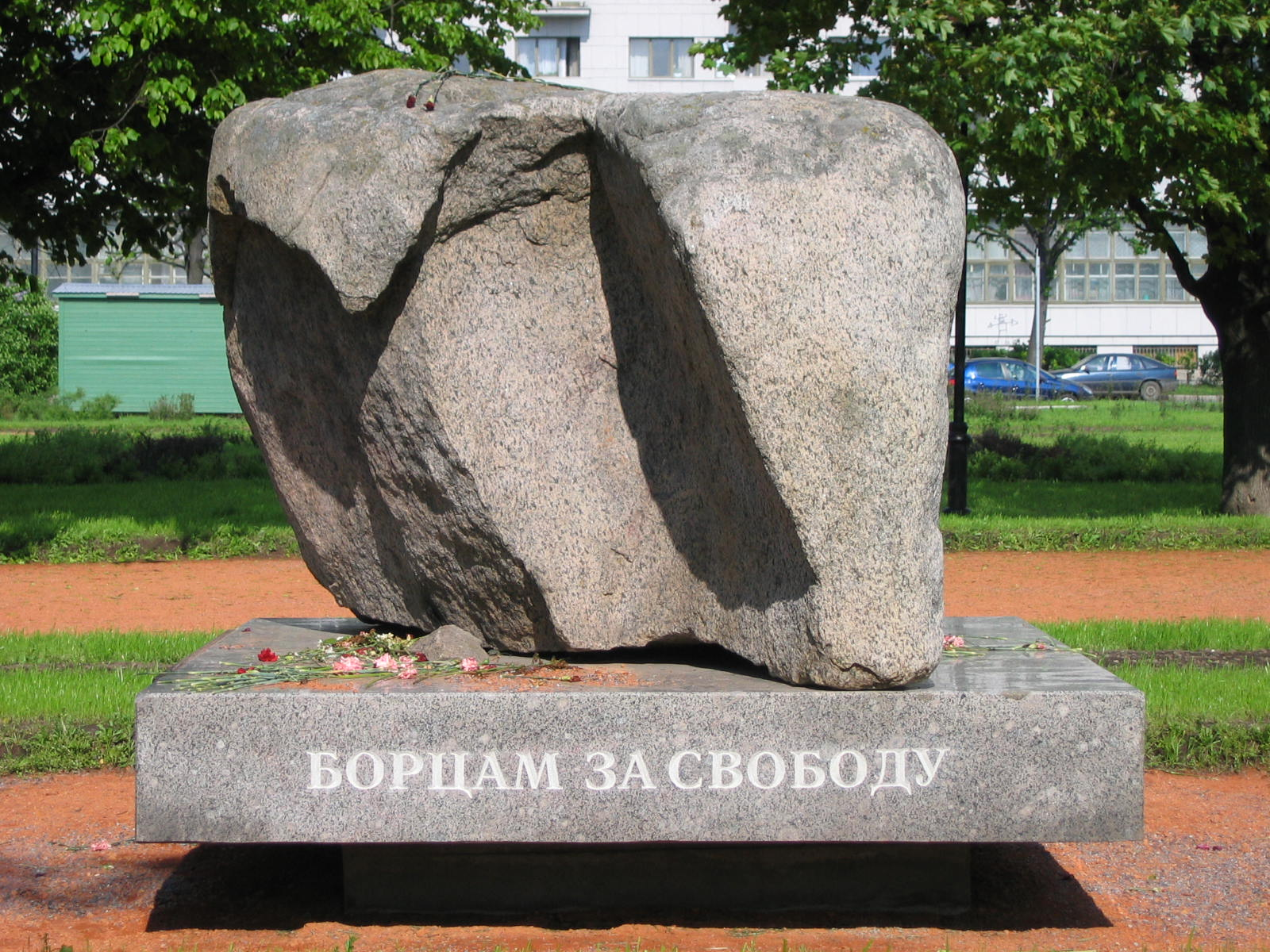
Đài tưởng niệm những nạn nhân bị đàn áp chính trị ở Liên Xô, ở St. Petersburg, làm bằng tảng đá từ Quần đảo Solovetsky

Sau cuộc Cách mạng Tháng Mười, hòn đảo đã có sự tai tiếng như là địa điểm của trại tù đầu tiên của hệ thống gulag Liên Xô. Trại được khánh thành vào năm 1921, trong khi Vladimir Lenin vẫn giữ quyền lãnh đạo Liên Xô. Trại đã được đóng cửa vào năm 1939, vào đêm trước của Thế chiến II. Ngay khi bắt đầu chiến tranh, có một trại huấn luyện sinh viên hải quân cho Hạm đội Phương Bắc.

## Giao thông
Quần đảo được kết nối với đất liền bởi sân bay Solovki và các chuyến tàu biển (thường chỉ vào mùa hè) từ Arkhangelsk, Kem và Belomorsk.